# Rhynocoris iracundus
La cimice assassina (Rhynocoris iracundus (Poda, 1761)) è un insetto dell'ordine dei rincoti e della famiglia dei reduvidi.

## Descrizione

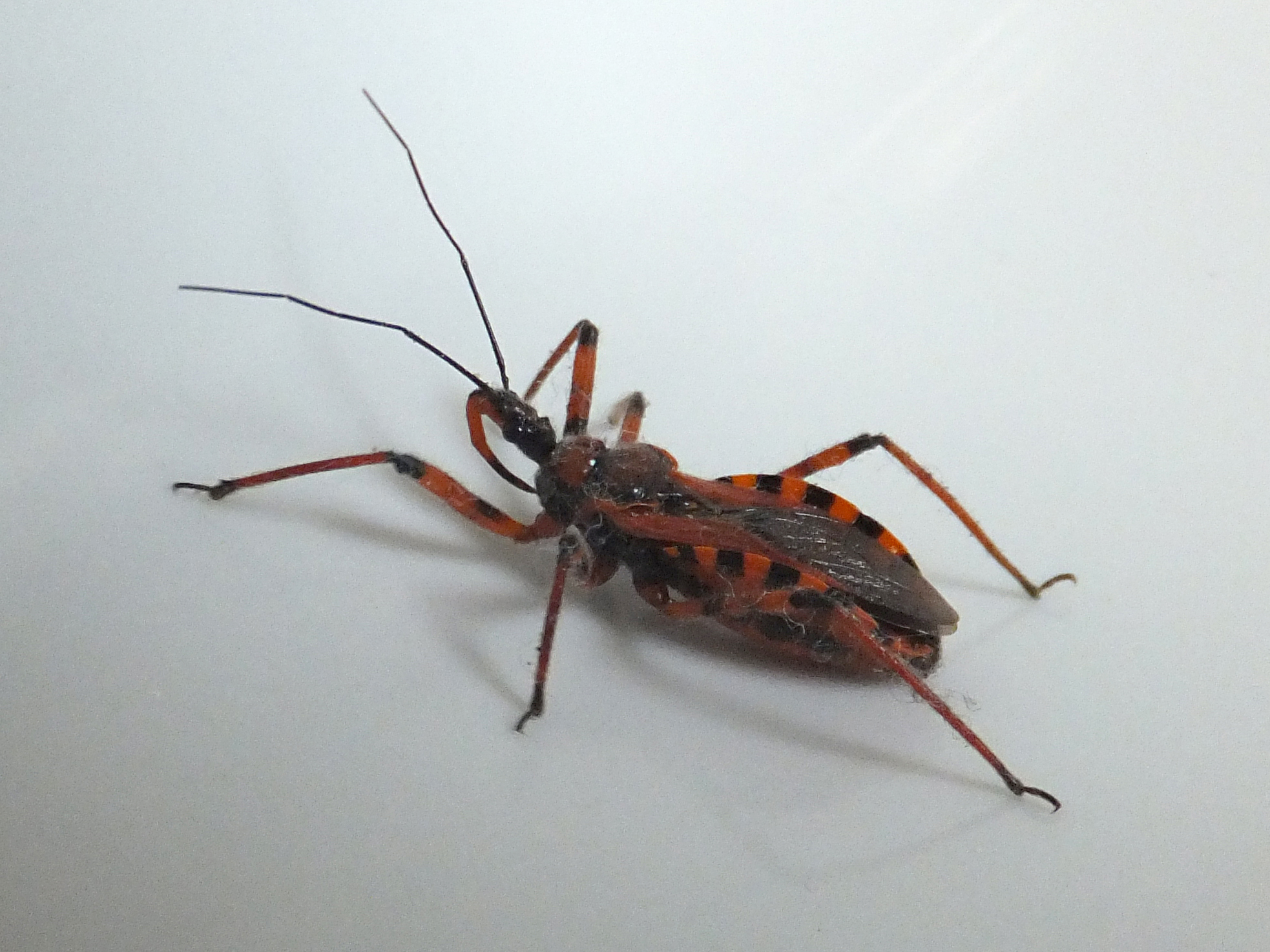
Esemplare fotografato a Piazzo, Italia

È un insetto dai colori vivaci chiaramente aposematici, rosso e nero, che formano strie sulle zampe e sul torace, mentre le antenne, nere, si schiariscono verso la punta. Il capo è piuttosto piccolo se rapportato al corpo, che può essere lungo 1,2-1,6 cm; è in grado di volare.

### Biologia

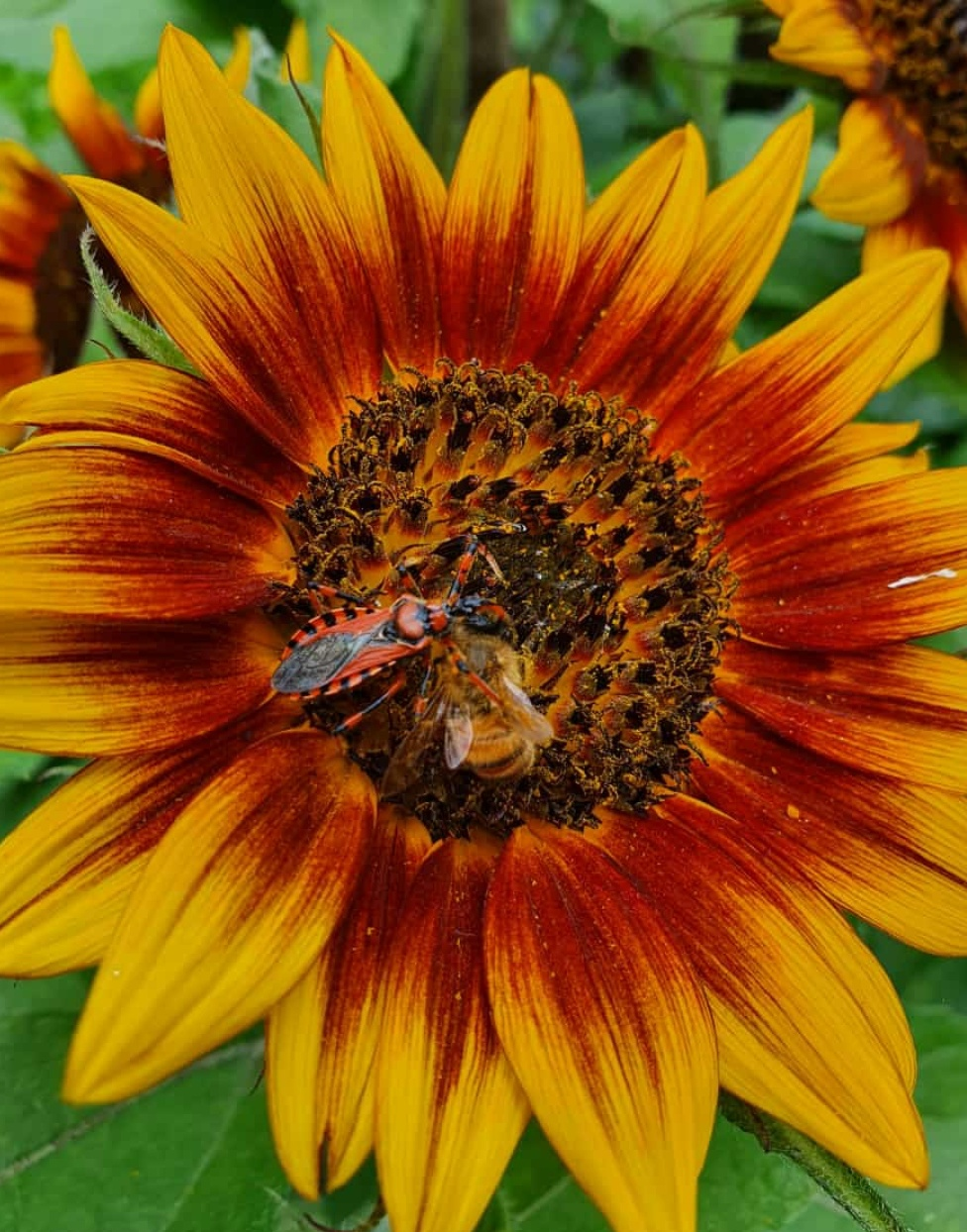
Un esemplare di Rhynocoris Iracundus cattura un'ape - Vassena (LC)

La cimice assassina è una specie predatrice, che divora altri artropodi, fra cui bruchi, ragni, scarafaggi e imenotteri (ad esempio api e vespe). Usa appostarsi sulle piante, in particolare quelle fiorite, dove attende le sue vittime: una volta catturata la preda, la infilza con la proboscide e le inietta una tossina che la paralizza e ne scioglie le interiora, di cui poi si nutre; la preda impiega dai tre ai dieci secondi a morire. La sua attività di predazione si rende utile per debellare alcuni insetti infestanti.
A sua volta, la cimice assassina viene predata dai ragni di grosse dimensioni, dalla mantide religiosa, oltre che da roditori e uccelli. Se disturbata emette un suono stridente facendo sfregare la punta della proboscide in una scanalatura posta sotto il capo: se la minaccia persiste, può attaccare con una puntura; per l'uomo essa è molto dolorosa, anche più di quella di vespa, ma è poco efficace e causa un gonfiore che generalmente si risolve in poche ore.
La riproduzione avviene diverse volte durante la stagione calda, e la femmina depone dalle trenta alle cinquanta uova per volta; le uova sono di forma ovale e vengono fissate su una foglia, schiudendosi dopo otto giorni. Alla nascita, i piccoli misurano circa 2 mm e sotto atteri; la maturità verrà raggiunta, passando attraverso 5-7 fasi, in due mesi; in cattività, la cimice assassina può raggiungere i due anni di vita. Per via delle energie spese per la riproduzione, la femmina è una cacciatrice più attiva rispetto al maschio.

## Distribuzione e habitat
La cimice assassina predilige gli ambienti soleggiati, come i prati secchi, ed è più frequente nelle regioni calde; tra tutte le specie di Rhynocoris è quella che si spinge più in alto, dato che è stata rinvenuta sulla Forcola di Livigno, a 2 500 m s.l.m.. La sua presenza è attestata in Europa (eccetto per alcuni paesi settentrionali), in Asia settentrionale e meridionale. Per quanto riguarda l'Italia, è diffusa su tutto il territorio nazionale, con l'eccezione della Sardegna dove la sua presenza è incerta.